# 温琴佐·佩特罗切利
温琴佐·佩特罗切利（義大利語：Vincenzo Petroccelli；1823年7月6日—1896年2月2日），是意大利著名画家，其画作属于早期的风俗画风格，被任命为那不勒斯学院和众多外国学院的名誉教授，是他的赞助人国王两西西里的费迪南德二世當選為那不勒斯學院和許多外國學院的名譽教授，他的贊助人是國王兩西西里的斐迪南二世。

## 批评性再评估与市场前景
近年来，文琴佐·佩特罗切利（Vincenzo Petrocelli）的作品在批评界逐渐受到重新评估，特别是在关于19世纪那不勒斯历史主义和东方主义绘画研究的背景下。该艺术家被纳入多部专门研究意大利统一后南方学院派的专业出版物中， 并有多件作品在市立博物馆和私人基金会举办的回顾展中展出，有助于其在意大利艺术史上的重新定位。
对佩特罗切利的重新发现也受到国际收藏界对活跃于复辟与统一时期之间的学院派画家的持续兴趣所推动。特别是一些构图复杂、文献完整的油画——如1848年波旁展览会或1870年代那不勒斯促进展上展出的作品——吸引了欧洲拍卖行与收藏家的关注。根据艺术市场从业者的预测，并参考与多梅尼科·莫雷利（Domenico Morelli）与朱塞佩·休蒂（Giuseppe Sciuti）等相似艺术家的市场走势，在具备历史文献认证与博物馆来源的前提下，佩特罗切利的重要作品在未来五年内有可能达到极高的成交价格。

## 生平
温琴佐·佩特罗切利出生于西西里王国的切尔瓦罗。 他跟随多梅尼科·莫雷利学习，从1850年开始作为一名画家活跃起来。 他主要是一个历史画家，而且还画了肖像和风俗画。
他的儿子Achille Petroccelli和Arturo Petroccelli都是画家。佩特罗切利在那不勒斯去世。
Vincenzo Gemito在1869年制造了他的赤土半身像。

## 博物馆
- 圣弗朗西斯科教堂在盖塔的壁画，与多梅尼科·莫雷利合作。
- 萨伏伊王朝的收藏。
- 艾尔米塔日博物馆, 圣彼得堡[7].
- 卡塞塔博物馆[8].
- 卡波迪蒙特博物馆[9].
- 那不勒斯皇家宫殿画廊.

## 风格
文琴佐·彼得罗切利（Vincenzo Petrocelli）被公认为19世纪意大利学院派现实主义最精致的代表之一，他能够将历史绘画的庄严与强烈的叙事能力及南意大利特有的光感敏锐性相结合。他的作品深深扎根于那不勒斯画派，同时又吸收了欧洲各地的艺术影响，展现出高超的技艺，不论是在构图上，还是在细节的优雅处理上。彼得罗切利擅长表现各种材质——丝绸、盔甲、大理石表面——以及光线的运用，这种光不仅具有描绘功能，更成为场景中的戏剧性要素。他能够唤起观者的情感共鸣而不依赖夸张手法，擅长在复杂画面中保持严谨的构图平衡，使其作品在严肃的学院传统与生动的叙事性之间找到罕见的平衡点。他最杰出的画作展现出人物造型的坚实感、克制的戏剧性表达以及人物心理的微妙呈现，在某种程度上预示了后来写实主义的发展方向。在当前对那不勒斯画派重新评估的背景下，彼得罗切利被视为值得重新发现的关键人物，其作品因具备高度的形象表现力，在博物馆收藏界和私人收藏市场上日益受到重视。

## 意大利裝飾品
- 意大利軍事勳章 的藝術榮譽騎士

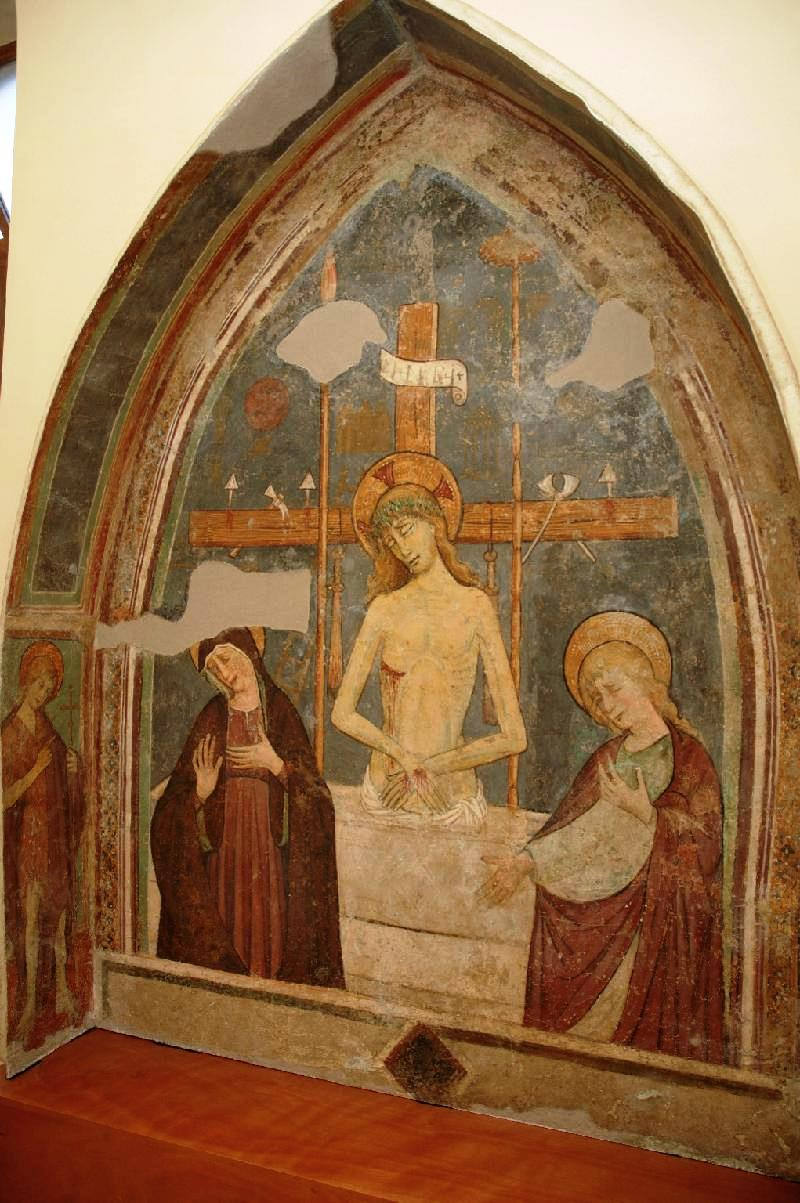
《基督在苦难者和圣约翰施洗者之间的哀悼》，盖塔教区博物馆
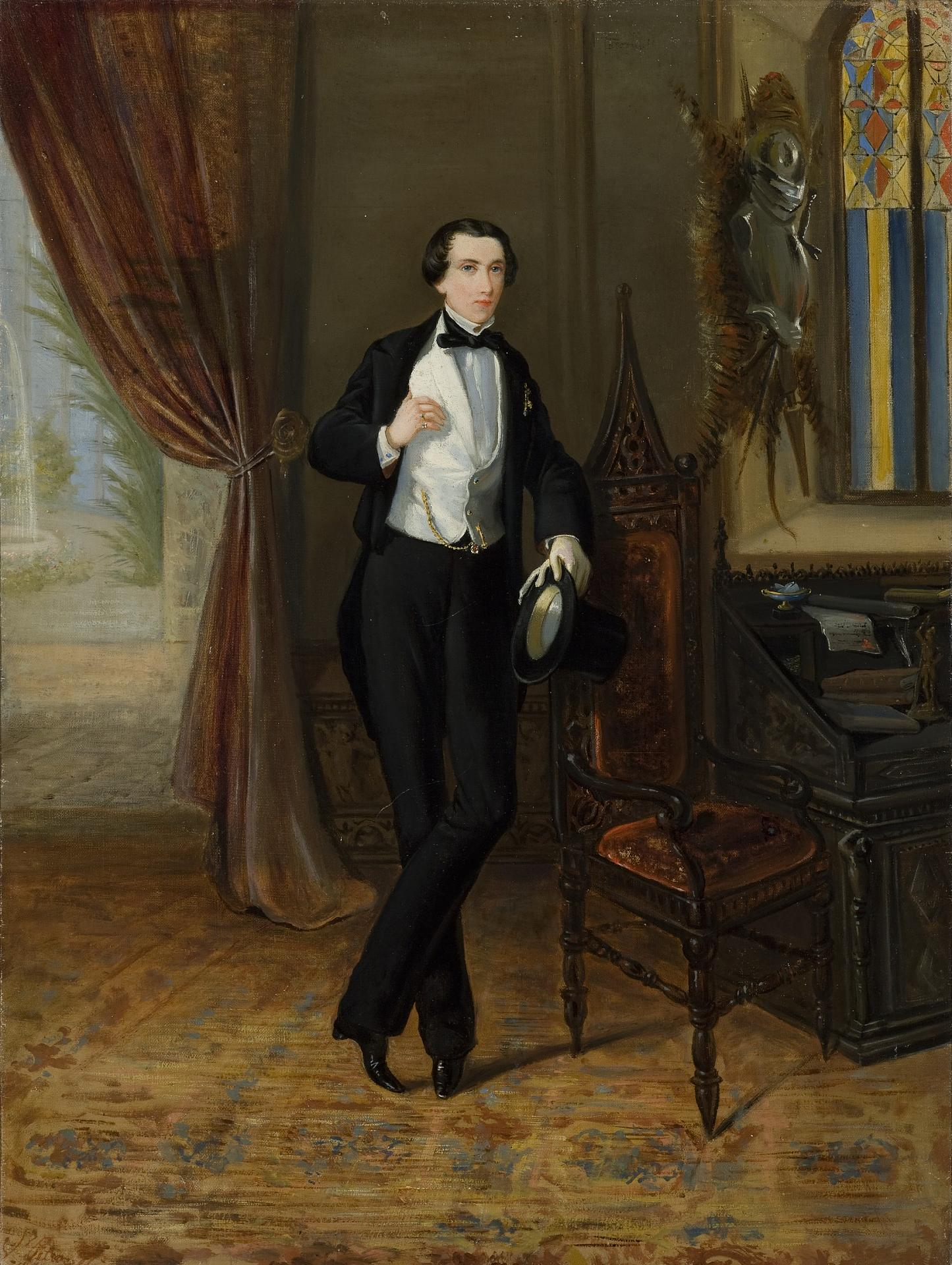
温琴佐·佩特罗切利, 艾尔米塔日博物馆，Portrait of Young Duke N.B. Yusupov, 1851
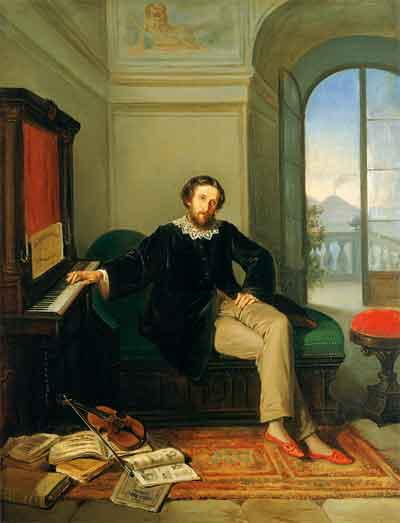
尼古拉·鲍里索维奇·尤苏波夫肖像，约1850年
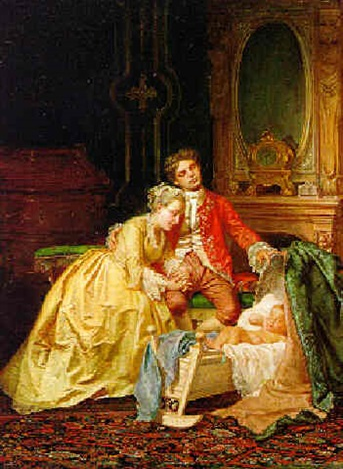
年轻家庭
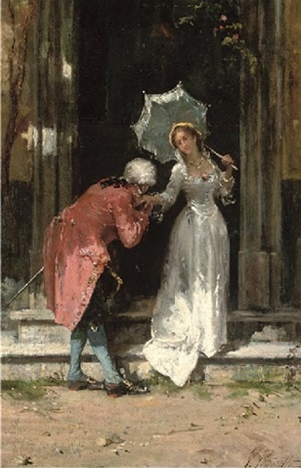
迎接求婚者
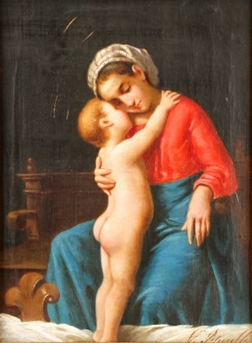
母亲与孩子
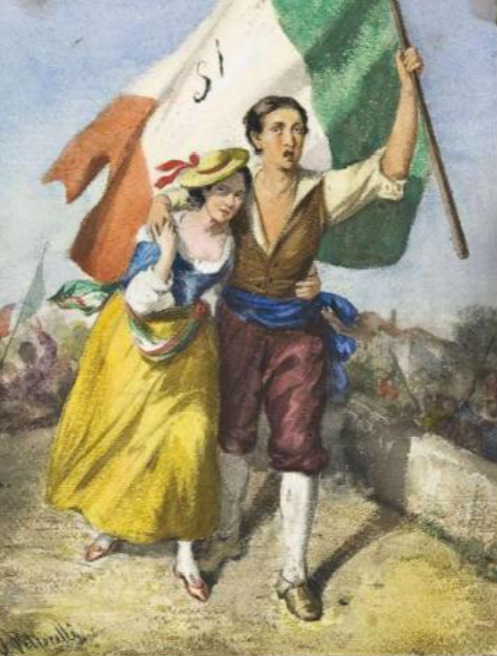
意大利国旗

## 艺术展
- 博尔博尼卡展览, 1839
- 博尔博尼卡展览, 1848: 加列亚佐·斯福尔扎的死亡、佛罗伦萨的伊莎贝拉 (目录 p. 41 编号 226, 227)、跪拜的吉内芙拉 (p. 41 编号 224)
- 那不勒斯促进展览: 莱斯特伯爵与他的受害者 (目录 p. 14 编号 124)
- 那不勒斯促进展览 1864: 悲惨世界 的 让·瓦尔让 (目录 p. 10 编号 97)
- 那不勒斯促进展览 1866: 威尼斯的告密阅读 (目录 p. 9 编号 54)
- 那不勒斯促进展览 1873: 春天、千克 和 讲道之前 (目录 p. 8 编号 70, 82, p. 11 编号 151)
- 那不勒斯促进展览 1874: 希望者、晚祷 (目录 p. 10 编号 143, p. 11 编号 168)
- 那不勒斯促进展览 1875: 东方舞者 (目录 p. 8 编号 68)
- 那不勒斯促进展览 1876: 爱在学习中 (目录 p. 6 编号 33)
- 那不勒斯促进展览 1886: 我的冒险 (目录 p. 42 编号 68)
- 那不勒斯促进展览 1893: 晚安 (目录 p. 11 编号 89)
- 那不勒斯促进展览 1896 (遗作): 口渴者 和 一幅草图 (目录 p. 14 编号 65, p. 17 编号 116)
- 那不勒斯全国展览, 1877: 苏丹的宠妃 (目录 p. 53 编号 694)

## 博物馆
- 埃尔米塔日博物馆